# Spanje op het Eurovisiesongfestival 1999
Spanje nam deel aan het Eurovisiesongfestival 1999 in Jeruzalem (Israël). Het was de 37ste deelname van het land aan het festival.

## Selectieprocedure
Net zoals de voorbije jaren koos de TVE ervoor om de kandidaat intern te selecteren. Men koos voor de Spaanse zangeres Lydia met het lied "No quiero escuchar".

## In Jeruzalem
In Israël moest Spanje optreden als derde, net na België en voor Kroatië. Op het einde van de puntentelling hadden ze slechts 1 punt verzameld, goed voor een drieëntwintigste en laatste plaats.
Nederland en België hadden geen punten over voor deze inzending.

### Gekregen punten

#### Finale
| 12 punten | 10 punten | 8 punten | 7 punten | 6 punten  |
| --------- | --------- | -------- | -------- | --------- |
|           |           |          |          |           |
| 5 punten  | 4 punten  | 3 punten | 2 punten | 1 punt    |
|           |           |          |          | - Kroatië |

### Punten gegeven door Spanje

#### Finale
Punten gegeven in de finale:
| 12 punten | Kroatië             |
| 10 punten | IJsland             |
| 8 punten  | Israël              |
| 7 punten  | Duitsland           |
| 6 punten  | Zweden              |
| 5 punten  | Denemarken          |
| 4 punten  | Verenigd Koninkrijk |
| 3 punten  | Nederland           |
| 2 punten  | Slovenië            |
| 1 punt    | Estland             |

1961 · 1962 · 1963 · 1964 · 1965 · 1966 · 1967 · 1968 · 1969 · 1970 · 1971 · 1972 · 1973 · 1974 · 1975 · 1976 · 1977 · 1978 · 1979 · 1980 · 1981 · 1982 · 1983 · 1984 · 1985 · 1986 · 1987 · 1988 · 1989 · 1990 · 1991 · 1992 · 1993 · 1994 · 1995 · 1996 · 1997 · 1998 · 1999 · 2000 · 2001 · 2002 · 2003 · 2004 · 2005 · 2006 · 2007 · 2008 · 2009 · 2010 · 2011 · 2012 · 2013 · 2014 · 2015 · 2016 · 2017 · 2018 · 2019 · 2020 · 2021 · 2022 · 2023 · 2024 · 2025